# NopCommerce
nopCommerce ist eine Open-Source-E-Commerce-Lösung, die ab Version 2.x unter ASP.NET MVC 3.0 entwickelt wird. Als Datenbank-Server kommt MS SQL 2005 (oder höher) zum Einsatz. Das Projekt ist unter der nopCommerce Public License V2 verfügbar und wurde im Oktober 2008 ins Leben gerufen.
nopCommerce ist eine leicht skalierbare und erweiterbare E-Commerce-Plattform für kleine und mittelständische Unternehmen. Neben den vielen gängigen Funktionen von E-Commerce-Lösungen wie z. B. Multi-Store, Multi-Vendor (Streckengeschäft), Multi-Warehouse, Kundenverwaltung, Wunschlisten, Rabatte und Coupons bietet nopCommerce auch flexible Steuersätze und umschalten der Sprache für einen mehrsprachige Umgebung an. Bereits in der Grundinstallation enthalten ist die Unterstützung für die gängigsten Gateways: Authorize.net, PayPal, Google Wallet, 2Checkout und vieles mehr. nopCommerce läuft auch in Medium Trust.
Besondere Features sind unter anderem auch die Funktionen der Auftragsbearbeitung und Lagerhaltung, die man sonst meistens nur in einem Warenwirtschaftssystem findet.
Bei den Packt Open Source Award 2010 und 2011 war nopCommerce Finalist und wurde mit dem E-Commerce Award ausgezeichnet.
nopCommerce ist in den Top 5 der am meisten heruntergeladenen Anwendungen, die der Microsoft Web Platform Installer zur Verfügung stellt (Stand Juni 2012). Bei Codeplex belegt nopCommerce Platz 16 der am meisten heruntergeladenen Anwendung (Stand Juni 2012).